# Yūsuke Suzuki
Yūsuke Suzuki (鈴木 雄介?, Suzuki Yūsuke; Yokohama, 2 gennaio 1988) è un marciatore giapponese, detentore del record mondiale di marcia 20 km con 1h16'36", prestazione ottenuta a Nomi, in Giappone, il 15 marzo 2015.

## Record nazionali
- Marcia 20 km (strada): 1h16'36  ( Nomi, 15 marzo 2015)
- Marcia 10 km (strada): 38'06" +  ( Nomi, 15 marzo 2015)
- Marcia 10 000 metri (pista): 38'10"23  ( Abashiri 16 luglio 2015)

## Progressione

### Marcia 10 km
| Stagione  | Tempo  | Luogo    | Data      | Rank. Mond. |
| --------- | ------ | -------- | --------- | ----------- |
| 2015      | 38'06" | Nomi     | 15-3-2015 |             |
| 2014      | 39'02" | Kōbe     | 16-2-2014 |             |
| 2013      | 38'43" | Nomi     | 10-3-2013 |             |
| 2012      | 40'51" | Londra   | 4-8-2012  |             |
| 2011      | 39'48" | Kōbe     | 14-3-2011 |             |
| 2010      | 39'53" | Nomi     | 14-3-2010 |             |
| 2009      | 40'39" | Nomi     | 15-3-2009 |             |
| 2007-2008 | -      | -        | -         | -           |
| 2006      | 42'36" | Yokohama | 11-6-2006 |             |
| 2005      | 41'55" | Savona   | 13-3-2005 |             |

### Marcia 20 km
| Stagione | Tempo    | Luogo    | Data       | Rank. Mond. |
| -------- | -------- | -------- | ---------- | ----------- |
| 2015     | 1h16'36" | Nomi     | 15-3-2015  | 1º          |
| 2014     | 1h18'17" | Kōbe     | 15-3-2014  | 1º          |
| 2013     | 1h18'34" | Nomi     | 10-3-2013  | 2º          |
| 2012     | 1h22'30" | Takahata | 28-10-2012 | 83º         |
| 2011     | 1h21'13" | Kōbe     | 20-2-2011  | 32º         |
| 2010     | 1h20'06" | Nomi     | 14-3-2010  | 5º          |
| 2009     | 1h22'05" | Nomi     | 15-3-2009  | 44º         |
| 2008     | 1h22'34" | Kōbe     | 27-1-2008  | 68º         |
| 2007     | 1h24'40" | Takahata | 28-10-2007 | 116º        |

## Palmarès
| Anno | Manifestazione    | Sede      | Evento         | Risultato | Prestazione | Note |
| ---- | ----------------- | --------- | -------------- | --------- | ----------- | ---- |
| 2004 | Mondiali juniores | Grosseto  | Marcia 10000 m | 17º       | 43'43"26    |      |
| 2005 | Mondiali allievi  | Marrakech | Marcia 10000 m | Bronzo    | 42'43"22    |      |
| 2006 | Mondiali juniores | Pechino   | Marcia 10000 m | Bronzo    | 43'45"62    |      |
| 2007 | Universiadi       | Bangkok   | Marcia 20 km   | 4º        | 1h25'50"    |      |
| 2009 | Universiadi       | Belgrado  | Marcia 20 km   | 13º       | 1h25'08"    |      |
| 2009 | Mondiali          | Berlino   | Marcia 20 km   | 39º       | 1h30'21"    |      |
| 2010 | Giochi asiatici   | Canton    | Marcia 20 km   | 5º        | 1h25'50"    |      |
| 2011 | Mondiali          | Taegu     | Marcia 20 km   | 4º        | 1h21'39"    |      |
| 2012 | Giochi olimpici   | Londra    | Marcia 20 km   | 36º       | 1h23'53"    |      |
| 2013 | Mondiali          | Mosca     | Marcia 20 km   | 11º       | 1h23'20"    |      |
| 2014 | Giochi asiatici   | Incheon   | Marcia 20 km   | Argento   | 1h20'44"    |      |
| 2015 | Mondiali          | Pechino   | Marcia 20 km   | dnf       | dnf         |      |
| 2019 | Mondiali          | Doha      | Marcia 50 km   | Oro       | 4h04'20"    |      |

## Altre competizioni internazionali
2010
- 40º in Coppa del mondo di marcia ( Chihuahua), marcia 20 km - 1h30'08"

2014
- 4º in Coppa del mondo di marcia ( Taicang), marcia 20 km - 1h19'19"